# Tvorovice
Tvorovice là một làng thuộc huyện Prostějov, vùng Olomoucký, Cộng hòa Séc.